# 關屋站 (新潟縣)

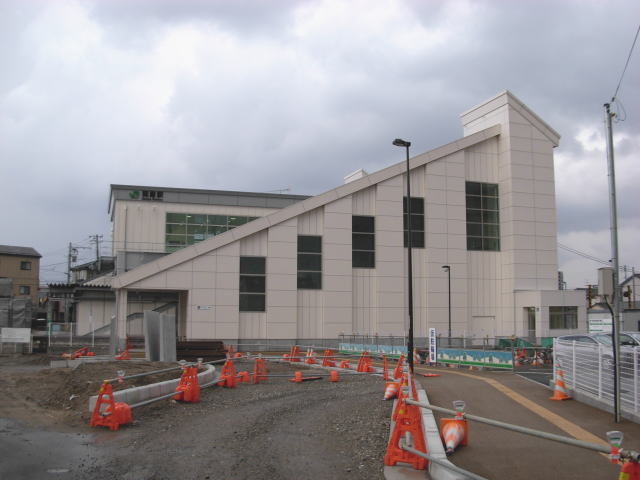
在建設跨站式站房時新設北出口（2007年1月）

關屋站（日语：／ Sekiya eki */?）是位於新潟縣新潟市中央區關屋二丁目2番1號，東日本旅客鐵道（JR東日本）的越後線車站。

## 歷史

新潟附近鐵路路線圖

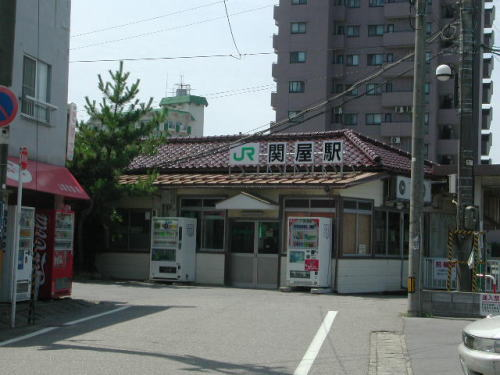
在2005年秋天關閉並拆毀的舊車站大樓

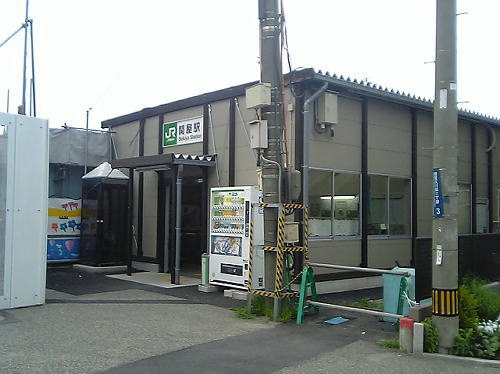
在建設跨站式站房時的臨時車站大樓

- 1913年（大正2年）11月15日：越後鐵道車站啟用[2]。
- 1927年（昭和2年）10月1日：越後鉄道被國有化，柏崎至白山之間全線隸屬國鐵越後線。
- 1932年（昭和7年）：前一代車站大樓竣工。當時車站大樓位於南邊。
- 1943年（昭和18年）11月1日：信越本線（貨物支線） 新潟至關屋之間開業。
- 1951年（昭和26年）
  - 6月25日：新潟至關屋之間開始了旅客業務[3]。
  - 12月15日：新潟至關屋之間編入至越後線，關屋至白山之間的舊線廢止。
- 1982年（昭和57年）11月5日：終止貨物起卸業務[1]。
- 1987年（昭和62年）4月1日：伴隨國鐵分割民營化，車站由東日本旅客鐵道（JR東日本）營運。
- 1991年（平成3年）10月1日：開設綠色窗口[4]。
- 2005年（平成17年）
  - 1月13日：引入自動閘機。
  - 12月4日：隨著開始建設跨站式站房，開設臨時車站大樓。
- 2006年（平成18年）
  - 1月21日：此站可使用IC卡「Suica」（新潟都市圈範圍）。
  - 12月9日：跨站式站房落成啟用，同時新設北出口[1]。

### 前新潟馬場
曾經在北出口側設有新潟馬場。於1906年啟用，在週末有許多使用越後線前往馬場。在此站周邊的地方也名為「競馬町」。
但是由於信濃川需要開設關屋分流，使在計劃路線上的住宅等設施需要遷移。因此該馬場在1964年關閉，在翌年1965年5月，於當時北蒲原郡豐榮町笹山（即現新潟市北區笹山）開設新的新潟馬場。而前馬場遺址用作安置受影響的住宅區，並進行再開發工程。現時前馬場沒有任何痕跡留下。只有在信濃町地內的關分公園內豎立了「新潟馬場跡之碑」。
而“關屋”這個名字，便使用作於新潟馬場賽馬日時的比賽名稱「關屋紀念」。在此站西邊（內野一方）設有「馬場平交道」，代表該平交道周邊曾經設有馬場。另外，於馬場平交道北邊曾經設有「競馬町市場」，在市場內設有水果店、鮮魚店和肉店，後來由於市場老化等在2007年6月30日關閉，在2008年2月撤走。

### 東關屋站
在南出口向西南方步行約5分鐘即可到達新潟交通電車線東關屋站。現時，該車站大樓與設施已經撤走。遺址地段已售賣給市和民間，用作興建市營住宅（公寓）和社福設施等建築物。

### 跨站式站房工程
此站的車站大樓與出入口曾經只位於車站南面，因此當時乘客不可從車站大樓前往車站北面。此站，在黃昏通勤時段過後，車站大樓會關閉和關燈，櫃臺不會開放，令乘客造成不便。新潟市和JR東日本新潟分社經常收到意見，指希望建設北出口車站大樓和建設跨站式站房。
新潟市和JR新潟分社在2003年度起，開始建設關屋站的跨站式站房。在2005年11月，翻新工程完成。在2006年12月9日，跨站式站房和閘外行人通路落成啟用。隨後，於南北出入口處開始進行站前廣場工程。該工程在2007年夏天完工。另外，於閘口內設有「關屋站　現今、古時」的資訊板，在板上印了2007年和1931年的地圖和舊車站大樓圖片。
在北出口對出也有連接車站道路工程。

## 車站構造

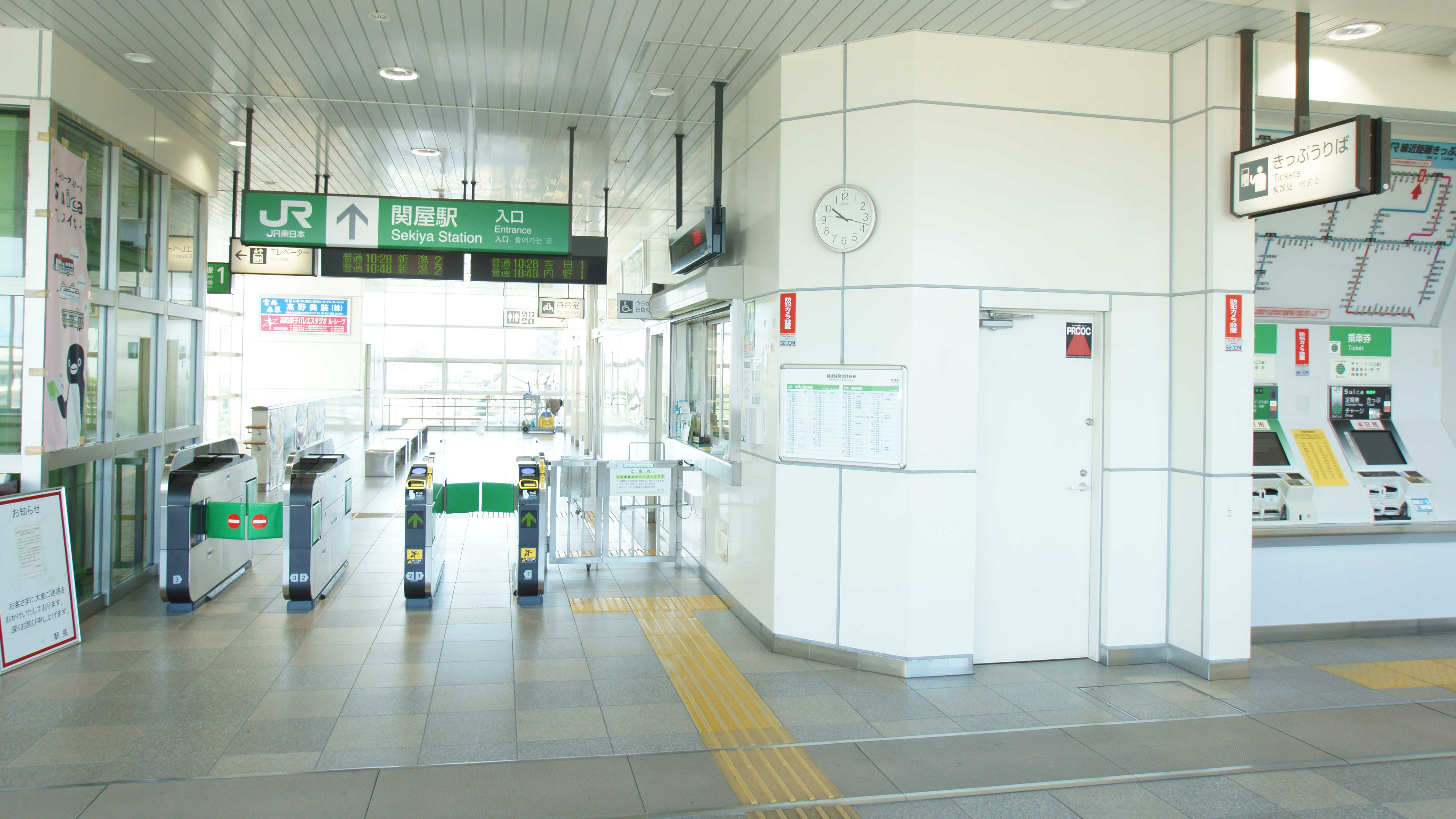
閘口周邊（2016年8月）

車站是一座地面車站（跨站式站房），設有1面2線的島式月台。
此站是由新潟站管理的業務委託車站，委托了JR新潟Business負責車站業務。在閘口處設有3座自動閘機，所有閘機均可使用Suica等IC卡。此站設有列車出發顯示屏（在黃昏後關機）、有人檢查口與綠色窗口（營業時間:7:45 - 17:45分，中途設有休息時間）、自動售票機（2座輕觸式）、候車室（閘內。設有自動販賣機）。此站設有無障礙設施，包括於閘內大堂與月台之間設有1座升降機和引導鐘，在大堂內設有多功能廁所（設施包括人工肛門對應設備）。
閘外行人通道（關屋站南北行人通道）由新潟市中央區建設課管理。車站大樓的行人通道位於2樓。通道上也有無障礙設施，包括於閘口正面設有聲音引導裝置，並設有周邊地圖。在南、北出口各有1座升降機。但是在閘口外沒有廁所。
在跨站式站房建成之前，於月台上設有候車室。

### 月台
| 月台 | 路線    | 上下行 | 方向     | 備註                 |
| ---- | ------- | ------ | -------- | -------------------- |
| 1    | ■越後線 | 上行   | 內野方向 |                      |
| 1    | ■越後線 | 下行   | 新潟方向 | 從此站出發的列車使用 |
| 2    | ■越後線 | 下行   | 新潟方向 |                      |

- 在日間，大多數的列車在此站交會。
- 有早上8時時段，新潟至此站之間設有1往返班次於此站折返(假日暫停)。

## 使用狀況
根據「JR東日本」的資料，在2019年度（令和元年度）1日平均乘車人次為1,873人。在跨站式站房建成後，使用人次有增加的傾向，更在2013年度（平成25年度）突破2,000人，但是在2014年度（平成26年度）回落至不足2,000人。
以下為近年乘車人次變化列表：
| 乘車人次變化       | 乘車人次變化     | 乘車人次變化    |
| 年度               | 1日平均 乘車人次 | 參考資料        |
| ------------------ | ---------------- | --------------- |
| 2000年（平成12年） | 1,569            | [ 利用客数 2 ]  |
| 2001年（平成13年） | 1,635            | [ 利用客数 3 ]  |
| 2002年（平成14年） | 1,613            | [ 利用客数 4 ]  |
| 2003年（平成15年） | 1,582            | [ 利用客数 5 ]  |
| 2004年（平成16年） | 1,572            | [ 利用客数 6 ]  |
| 2005年（平成17年） | 1,593            | [ 利用客数 7 ]  |
| 2006年（平成18年） | 1,644            | [ 利用客数 8 ]  |
| 2007年（平成19年） | 1,768            | [ 利用客数 9 ]  |
| 2008年（平成20年） | 1,794            | [ 利用客数 10 ] |
| 2009年（平成21年） | 1,725            | [ 利用客数 11 ] |
| 2010年（平成22年） | 1,804            | [ 利用客数 12 ] |
| 2011年（平成23年） | 1,876            | [ 利用客数 13 ] |
| 2012年（平成24年） | 1,957            | [ 利用客数 14 ] |
| 2013年（平成25年） | 2,033            | [ 利用客数 15 ] |
| 2014年（平成26年） | 1,918            | [ 利用客数 16 ] |
| 2015年（平成27年） | 1,938            | [ 利用客数 17 ] |
| 2016年（平成28年） | 1,955            | [ 利用客数 18 ] |
| 2017年（平成29年） | 1,939            | [ 利用客数 19 ] |
| 2018年（平成30年） | 1,881            | [ 利用客数 20 ] |
| 2019年（令和元年） | 1,873            | [ 利用客数 1 ]  |

## 車站周邊
車站周邊為古老的住宅區，但是近年於周邊開始興建新住宅大樓。
此站附近曾經是工業地帶，在車站東南方從前設有工業用潤滑油等工場，包括歷世礦油工場。當時越後線設有路軌前往該處進行貨運輸送服務。但是在1996年發生了工場火災事故，使工場遷移和整合至新潟西港靠近新潟市平和町（現時為東區平和町）。而歷世礦油遺址經過轉讓後成為商業地段，建設了關屋購物中心。
南北出入口兩處均設有站前廣場，在廣場內設有迴旋路。但是沒有的士常駐在此。

### 南出口
在該處設有數間餐廳。
- 新潟縣道139號關屋停車場線（日语：新潟県道139号関屋停車場線）
- 新潟縣道16號新潟龜田內野線（日语：新潟県道16号新潟亀田内野線）
- 新潟第一中學·高等學校（日语：新潟第一中学校・高等学校）
- 關屋購物中心（向東步行約5分鐘）
  - 山田電機 新潟關新店
  - 原信 關屋店
  - 相機之北村（日语：カメラのキタムラ） 新潟關新店（已結業）
  - １００圓商店關屋店
  - BOOK OFF、HARD OFF 新潟關屋店
  - SKYLARK 新潟關屋店
  - 藥品之Kodama 關屋店
- Celtec新潟柔道整復師養成學園
- 新潟縣舍（日语：新潟県庁舎）（在新潟第一高校前巴士站乘坐以下巴士路線約5分鐘）

### 北出口
- 新潟市道曾和交匯信濃町線2號（日语：新潟市道曽和インター信濃町線）（西大通）
- 國道402號（日语：国道402号）
- 日本齒科大學新潟生命齒學部（日语：日本歯科大学新潟生命歯学部）
- Uoroku 信濃店
- 第四銀行（日语：第四銀行） 關屋中央分店
- 北越銀行（日语：北越銀行） 關屋分店
- 鶴羽藥品新潟關屋店

## 巴士路線
在車站前沒有巴士站，從南出口步行約5分鐘可到達第一高校前巴士站，從北出口步行約5分鐘即可到達信濃町巴士站。以上兩座巴士站的均由新潟交通集團營運。有關路線圖和時間表可參見「不同班次的時間表（新潟交通） （页面存档备份，存于）」。

### 南出口
從南出口步行約5分鐘，於關屋大川前一丁目路口處設有巴士站。截至2019年5月，設有以下巴士路線停靠：
| 巴士站名稱 | 乘車處位置與方向                    | 路線名稱                    | 路線編號與目的地                                                                                               |
| ---------- | ----------------------------------- | --------------------------- | --- |
| 第一高校前 | Friends前 （青山方向）              | ■ BRT 萬代橋線              | B10 青山 ※部分班次前往青山後直通至■ W3 寺尾線和■ W4 大堀線 B11 青山、青山本村、青山一丁目 B13 青山、西部營業所 |
| 第一高校前 | Friends前 （青山方向）              | ■ W4 大堀線                 | W45 經青山、大堀 內野營業所                                                                                    |
| 第一高校前 | Friends前 （青山方向）              | ■ W6 千歲大橋線             | W60 青山 |
| 第一高校前 | Friends前 （青山方向）              | 白根方向的直達班次          | W70 【快速】經東青山、故鄉村、大野 白根、潟東營業所                                                            |
| 第一高校前 | 第一高校校舍前 （古町、新潟站方向） | ■ BRT 萬代橋線              | B10・B11・B13 經市政廳前、古町 新潟站前                                                                        |
| 第一高校前 | 第一高校校舍前 （古町、新潟站方向） | 白根方向的直達班次          | W70 經市政廳前、古町 新潟站前                                                                                  |
| 第一高校前 | 第一高校校舍前 （古町、新潟站方向） | 早上快線                    | W46 經市政廳前、笹出線 新潟站南出口 W70 經學校町、市政廳前、古町 新潟站前                                      |
| 第一高校前 | 第一高校校舍前 （縣廳方向）         | ■ W4 大堀線 ■ W6 千歲大橋線 | W45・W60 經縣廳前 美咲合同廳舍                                                                                 |

- 萬代橋線的巴士站編號為13。快速班次停靠此站。
- 有關寺尾線、大堀線直通班次目的地可參見「AEON新潟青山購物中心#青山巴士站（日语：イオン新潟青山ショッピングセンター#青山バス停）」。
- 美咲合同廳舍的班次（W45・W60）只於平日服務。W70系統的快速直達班次與早上快線班次，於新潟站前至此巴士站之間各站停車。

### 北出口
從北出口步行約3至5分鐘，於信濃町路口處設有巴士站，並設有以下巴士路線停靠：
| 巴士站名稱 | 乘車處位置與方向                    | 路線名稱                    | 路線編號與目的地                                                                                             |
| ---------- | ----------------------------------- | --------------------------- | --- |
| 信濃町     | 第四銀行前 （小針、小新、內野方向） | ■ W2 西小針線               | W20・W23 經西小針 坂井、內野營業所 W21・W23 經西小針 新潟大學、內野營業所 W22 經西小針 信樂園醫院            |
| 信濃町     | 第四銀行前 （小針、小新、內野方向） | ■ C2 濱浦町線 ■ C3 信濃町線 | C20・C30・C31 西部營業所                                                                                     |
| 信濃町     | 藥品之Kodama前 （有明、五十嵐方向） | ■ W1 有明線                 | W10・W13 經有明 內野營業所 W11 經有明 綠團地前 W12 經有明 信樂園醫院                                         |
| 信濃町     | 藥品之Kodama前 （有明、五十嵐方向） | ■ 青山 青山循環線           | 青山 信濃町循環 經聖園醫院、上山 青山                                                                        |
| 信濃町     | 藥品之Kodama前 （有明、五十嵐方向） | ■ C2 濱浦町線 ■ W2 西小針線 | C20・C21・W25 經濱浦町 新潟站前                                                                              |
| 信濃町     | Uoroku前 （古町、新潟站、縣廳方向） | ■ W1 有明線 ■ W2 西小針線   | W10・W11・W12・W20・W21・W22 經學校町 新潟站前 W13・W23 經縣廳前 美咲合同廳舍 W14・W24 早上快線 新潟站南出口 |
| 信濃町     | Uoroku後方 （古町、新潟站方向）     | ■ C2 濱浦町線 ■ C3 信濃町線 | C30・C31・C32 經學校町 新潟站前                                                                              |

- 在西小針線中，部分W21班次在新潟大學（新大西門）出發或為終站。而快速往坂井方向、新潟大學方向的班次不停此站。
- 在位於Uoroku後方的巴士站中，信濃町線與濱浦町線只有循環班次停站。

## 相鄰車站
東日本旅客鐵道（JR東日本）
■越後線
青山－關屋－白山

## 注腳

### 使用狀況
1. 1 2  . 東日本旅客鉄道.   [2020-07-18]. （原始内容存档于2020-07-11） （日语）.
2. ↑  . 東日本旅客鉄道.   [2019-04-07]. （原始内容存档于2019-03-27） （日语）.
3. ↑  . 東日本旅客鉄道.   [2019-04-07]. （原始内容存档于2019-03-27） （日语）.
4. ↑  . 東日本旅客鉄道.   [2019-04-07]. （原始内容存档于2019-03-27） （日语）.
5. ↑  . 東日本旅客鉄道.   [2019-04-07]. （原始内容存档于2019-03-27） （日语）.
6. ↑  . 東日本旅客鉄道.   [2019-04-07]. （原始内容存档于2019-03-27） （日语）.
7. ↑  . 東日本旅客鉄道.   [2019-04-07]. （原始内容存档于2019-03-27） （日语）.
8. ↑  . 東日本旅客鉄道.   [2019-04-07]. （原始内容存档于2019-03-27） （日语）.
9. ↑  . 東日本旅客鉄道.   [2019-04-07]. （原始内容存档于2019-04-02） （日语）.
10. ↑  . 東日本旅客鉄道.   [2019-04-07]. （原始内容存档于2019-03-27） （日语）.
11. ↑  . 東日本旅客鉄道.   [2019-04-07]. （原始内容存档于2019-03-27） （日语）.
12. ↑  . 東日本旅客鉄道.   [2019-04-07]. （原始内容存档于2019-03-27） （日语）.
13. ↑  . 東日本旅客鉄道.   [2019-04-07]. （原始内容存档于2019-03-28） （日语）.
14. ↑  . 東日本旅客鉄道.   [2019-04-07]. （原始内容存档于2018-10-26） （日语）.
15. ↑  . 東日本旅客鉄道.   [2019-04-07]. （原始内容存档于2016-04-04） （日语）.
16. ↑  . 東日本旅客鉄道.   [2019-04-07]. （原始内容存档于2019-03-27） （日语）.
17. ↑  . 東日本旅客鉄道.   [2019-04-07]. （原始内容存档于2019-03-23） （日语）.
18. ↑  . 東日本旅客鉄道.   [2019-04-07]. （原始内容存档于2017-07-29） （日语）.
19. ↑  . 東日本旅客鉄道.   [2019-04-07]. （原始内容存档于2018-07-06） （日语）.
20. ↑  . 東日本旅客鉄道.   [2019-07-23]. （原始内容存档于2019-07-05） （日语）.

## 外部連結
- 車站資訊（關屋）：東日本旅客鐵道（日語）
- 白山站周邊工程（新潟市） （页面存档备份，存于）（日語）